# 唐松岳山
唐松岳山（唐松岳）是日本的飛騨山脈（北阿尔卑斯山）的後立山連峰群的一座山峰。该山峰的海拔为2,696m。位置在日本長野和富山的两县交界。

## 概要
该山峰最容易攀登的地方就是山頂東部的八方尾根地方。在八方尾根的山脚附近有日本国内最大規模的滑雪场——八方尾根滑雪場。另外，在山頂南部的五龙岳山和白馬鑓山地区，也有一个纵向路径，就是在岩場和鎖場这两个地方，这两个地方都是八方脊突出的地方比较多，所以那个地方比较难攀登的地方。尤其是白馬鑓山的路线是一条不归路，其中有一条路叫“キレット”的地方，都是比较难通过上山的地方。在另一方面，如果从西部上去唐松岳山顶，那边是有一条索道上山，与地面落差2000m以上，且该索道经过祖母谷温泉和黑部峡谷铁路的榉平火车站。
你可以利用索道来登上標高1800ｍ附近的地方为止继续登顶，这里距离山頂为止还有落差800ｍ的高度，这是最毫不费力的方法且可以利用最短的时间登上山顶。该地方受到初次登上这座山的人士欢迎的原因是因为中途没有存在任何难以攀登的地方。八方索道开放时间是在8時开放，在夏天的旺季，该索道在凌晨5時半（2012——現在）就开放营业了。
另外，在7月中旬至8月上旬期间，由于部分長野县内的中学生群是利用集体登山模式，大大地振兴了当地的旅游业。在中途的八方池附近还可以眺望到白馬岳、杓子岳、鑓山的白馬三山。

## 周围的山
- 鑓山
- 天狗之頭
- 五龙山